# Grammonota jamaicensis
Grammonota jamaicensis är en spindelart som beskrevs av Charles Denton Dondale 1959. Grammonota jamaicensis ingår i släktet Grammonota och familjen täckvävarspindlar.
Artens utbredningsområde är Jamaica. Inga underarter finns listade i Catalogue of Life.